# Cuando estás junto a mí (album)
 (mars 2025).
Albums de Charles Aznavour
Dios
(1981) Tú pintas mi vida
(2008)
Cuando estás junto a mí (Quand tu es près de moi) est le 6e album studio de Charles Aznavour en espagnol. Il sort en 1996.
Cet album comporte un réenregistrement du titre Nuestra juventud (4e version de Sa jeunesse).

## Liste des chansons
| 1.  | Inolvidable (Inoubliable)                                                 | Pierre Delanoë / Charles Aznavour (Adapt. P. Pascal)                         | 03:40 |
| 2.  | Cuando estás junto a mí (Quand tu dors près de moi)                       | Charles Aznavour / Florence Véran (Adapt. P. Pascal)                         | 03:21 |
| 3.  | Agosto en París (Paris au mois d'août)                                    | Charles Aznavour / Georges Garvarentz (Adapt. P. Pascal)                     | 03:23 |
| 4.  | Tú y yo (Toi et moi)                                                      | Charles Aznavour / Jacques Revaux - Jean-Pierre Bourtayre (Adapt. P. Pascal) | 03:08 |
| 5.  | Dormir con usted (Dormir avec vous madame)                                | Charles Aznavour (Adapt. P. Pascal)                                          | 02:36 |
| 6.  | Nuestra juventud (4e version) (Sa jeunesse)                               | Charles Aznavour (Adapt. P. Pascal)                                          | 04:32 |
| 7.  | Yo me agarro a ti (Je me raccroche à toi)                                 | Charles Aznavour / Georges Garvarentz (Adapt. P. Pascal)                     | 03:53 |
| 8.  | El barco ya se fue (Les bateaux sont partis)                              | Bernard Dimey / Charles Aznavour (Adapt. P. Pascal)                          | 02:26 |
| 9.  | Las dos guitarras (Les deux guitares)                                     | Charles Aznavour (Adapt. P. Pascal)                                          | 03:46 |
| 10. | Como dicen (Comme ils disent)                                             | Charles Aznavour (Adapt. P. Pascal)                                          | 04:53 |
| 11. | Lo del querer (L'âge d'aimer)                                             | Charles Aznavour (Adapt. P. Pascal)                                          | 03:11 |
| 12. | Vete (Va-t'en)                                                            | Charles Aznavour / Michel Legrand (Adapt. P. Pascal)                         | 04:27 |
| 13. | Decirte adiós (Te dire adieu)                                             | Charles Aznavour (Adapt. P. Pascal)                                          | 03:00 |
| 14. | La volveré a ver un día que otro (Nous nous reverrons un jour ou l'autre) | Jacques Plante / Charles Aznavour (Adapt. P. Pascal)                         | 03:41 |